# Diana El Jeiroudi
Diana El Jeiroudi (ook bekend als Diana Aljeiroudi; Arabisch: ديانا الجيرودي; Damascus, 15 januari 1977) is een Syrische onafhankelijke filmregisseur en -producent. Zij is een van de oprichters van het Dox Box, het eerste documentairefestival in Syrië, en de Dox Box non-profitorganisatie in Duitsland.

## Opleiding
El Jeiroudi studeerde aan de Faculteit Arts and Humanities (kunsten en geesteswetenschappen) van de Universiteit van Damascus. Aan het Institut national de l'audiovisuel van de Sorbonne werd zij opgeleid in filmproductie en -distributie. Van 1998 tot 2002 deed zij marketing en reclame voor een aantal internationale organisaties, tot zij met haar echtgenoot Orwa Nyrabia Proaction Film begon, een onafhankelijk filmproductiebedrijf in Damascus.

## Loopbaan

### Documentaires
Haar eerste film als regisseur was The Pot (2005), een korte experimentele documentaire over de vrouwelijke identiteit met zwangerschap als onderwerp. Hij ging in première tijdens het prestigieuze Yamagata International Documentary Film Festival in Japan. De film werd vertoond in meer dan zestig landen en kreeg goede kritieken.
Haar tweede film Dolls, A Woman from Damascus (2008) gaat over de Fullapop, de gesluierde versie van de Amerikaanse Barbie. Hij ging in première op het IDFA en werd vertoond in meer dan veertig landen, onder meer op Visions du Réel, het Montpellier Cinemed Festival en het International Documentary Festival van Kopenhagen. Ook deze film werd zeer goed ontvangen door de recensenten; CounterPunch schreef: "Soms is er een film die alle spanningen en tegenstrijdigheden van een volk en een staat omvat. Dit is de verdienste van Diana El Jeiroudi's documentaire over de situatie van vrouwen, de opkomst van de consumptiemaatschappij en de groeiende invloed van het moslim-fundamentalisme in Syrië."
In 2012 regisseerde ze een derde documentaire, samen met de Syrische fotograaf en activist Guevara Namer. De korte film, getiteld Morning Fears, Night Chants, ging in 2012 in première tijdens het IDFA met een crew list van allemaal schuilnamen. Hij vertelt het verhaal van een jonge Syrische vrouw die als singer-songwriter met gevaar van vervolging in Damascus woont.
In 2018 regisseerde zij Republic of Silence, een persoonlijk verslag waarin ze toont hoe het is om op te groeien in Syrië. Hetzelfde jaar verscheen Five Seasons, een undercover documentaire waarin de activiteiten van vier jonge vrouwen uit Damascus worden gevolgd wier leven sterk verandert als ze betrokken raken bij de Syrische Burgeroorlog.
El Jeiroudi's films werden ook getoond tijdens kunstmanifestaties en -bijeenkomsten zoals de Kunsthalle Wien, Staatliche Museen zu Berlin en de Aziatische kunstbiënnale in Taiwan.

### Producent, trainer en promotor
Als producent van documentaires werkte El Jeiroudi aan diverse succesvolle projecten. Silvered Water, Syria Self Portrait ging in 2014 in première op het filmfestival van Cannes en kreeg een Grierson Award op het Filmfestival van Londen. The Mulberry House van de Schots-Jemenitische, voor een Oscar genomineerde filmmaker Sara Ishaq, ging in première op het IDFA van 2013. Zij was ook een van de producenten van Return to Homs, in 2013 de eerste film uit de Arabische Wereld die het IDFA opende, en de Grand Jury Prize won van het Sundance Film Festival van 2014.
In de hoedanigheid van promotor en trainer gaf El Jeiroudi leiding aan de professionele activiteiten van Dox Box. Zij en haar echtgenoot Orwa Nyrabia lanceerden Dox Box in het begin van 2008. Het internationale festival groeide snel uit tot een van de belangrijkste bijeenkomsten voor documentaires in de Arabische wereld. Het begon met vertoningen in bioscopen in Damascus, maar vanaf 2009 volgden andere Syrische steden zoals Homs en Tartous. Gelijk met het jaarlijkse festival werden workshops en andere activiteiten aangeboden aan jonge Syrische filmmakers.
De vijfde editie van het festival, gepland voor maart 2012, werd afgezegd uit protest tegen het hardhandige optreden van de Syrische regering tegen demonstranten aan het begin van de Syrische Burgeroorlog. Het festival werd niet langer gehouden, en El Jeiroudi pleitte ervoor dat Syrische documentaires zouden worden vertoond op festivals over de hele wereld, op wat werd genoemd de "Dox Box Global Day." Het doel was te laten zien "hoe armoede, onderdrukking en isolering niet voorkomen dat mensen spectaculair moedig, koppig en waardig worden." Voor het werk bij Dox Box kregen El Jeiroudi en Nyrabia diverse prijzen, waaronder de Katrin Cartlidge Award en de Europese Documentaire Netwerk Award in 2012.
In 2013 verhuisden El Jeiroudi en Nyrabia naar Berlijn. Daar zetten zij hun werk voort binnen Proaction Film, dat omgedoopt werd in No Nation Films. In 2014 kondigden zij de oprichting aan van Dox Box-e.V., een non-profitorganisatie voor de ondersteuning, promotie en opleiding van een nieuwe generatie documentairemakers in de Arabische wereld. Naast haar werk als algemeen directeur van de organisatie bleef El Jeiroudi films produceren en regisseren.
El Jeiroudi was lid van de jury van diverse festivals, waaronder het IDFA en het One World filmfestival in Praag. In 2014 was zij het eerste Syrische jurylid van het Filmfestival van Cannes. In 2015 was zij lid van de jury voor de allereerste documentaire die "L'Oeil d'or" kreeg tijdens het filmfestival van Cannes 2015.
In 2017 waren El Jeiroudi en Nyrabia de eerste Syriërs die werden uitgenodigd lid te worden van de Academy of Motion Picture Arts and Sciences.